# Volker Winkler
Volker Winkler (Merseburg, Saxònia-Anhalt, 8 de novembre de 1958) va ser un ciclista de l'Alemanya de l'Est que es dedicà al ciclisme en pista, especialment en la persecució per equips. Del seu palmarès destaquen una medalla de plata als Jocs Olímpics de Moscou i quatre Campionats del món.

## Palmarès
- 1977
  -  Campió del món en Persecució per equips (amb Norbert Dürpisch, Matthias Wiegand i Gerald Mortag)
- 1978
  -  Campió del món en Persecució per equips (amb Uwe Unterwalder, Matthias Wiegand i Gerald Mortag)
- 1979
  -  Campió del món en Persecució per equips (amb Lutz Haueisen, Axel Grosser i Gerald Mortag)
  - Campió de la RDA en Persecució
- 1980
  -  Medalla de plata als Jocs Olímpics de Moscou en persecució per equips (amb a Uwe Unterwalder, Matthias Wiegand i Gerald Mortag)
  - Campió de la RDA en Madison (amb Dieter Stein)
- 1981
  -  Campió del món en Persecució per equips (amb Detlef Macha, Axel Grosser i Bernd Dittert)
- 1984
  - Medalla d'or als Jocs de l'Amistat en Persecució per equips (amb Bernd Dittert, Mario Hernig i Carsten Wolf)